# Paraxylion bifer
Paraxylion bifer är en skalbaggsart som först beskrevs av Pierre Lesne 1932.  Paraxylion bifer ingår i släktet Paraxylion och familjen kapuschongbaggar. Inga underarter finns listade i Catalogue of Life.